# Huba (Name)
Huba ist ein alter ungarischer Name. Einer der „Sieben Magyaren“ (Hét magyar) der Landnahme im 9. Jahrhundert trug den Namen Huba. Daher gibt es den Namen als Vor- und Nachnamen.

## Herkunft und Bedeutung
Der Familienname Huba hat sich in verschiedenen Ländern (z. B. Belgien, Slowakei, Ungarn) eigenständig mit unterschiedlicher Bedeutung entwickelt.

### Huba als wallonischer Familienname
In Belgien wird der Name Huba 1611 erwähnt . In Deutschland wird der wallonische Familienname Huba 1654 in Radheim (im Bachgau bei Aschaffenburg) erwähnt. Nach dem Dreißigjährigen Krieg kamen in mehreren Wellen Einwanderer aus dem Gebiet des heutigen Belgiens in den Bachgau.
Der wallonische Familienname Huba entstand aus der Kurzform eines der germanisch-altdeutschen Rufnamen Hugbert oder  Hugbald, die in Belgien im Mittelalter als Huber(t) und Hubaut gebräuchlich waren. Eine daraus gebildete Kurzform Hub wurde mit Koseendung -ard (gesprochen -ar) verbunden, was zur Form Hubar führte. Im wallonischen Dialekt wurde -ard häufig zu -a verkürzt. Entsprechend wurde Hubar(d) zu Huba umgestaltet. Der wallonische Name beruht auf dem germanischstämmigen Rufnamen Huba und bezeichnet als Patronym den Sohn oder Angehörigen eines Mannes namens Huba.
Wie die meisten germanischen Vornamen setzen sich Hugbert (im 8. Jahrhundert als Hugibert bezeugt) und Hugbald (8. Jh. Hugibald) aus zwei Namenwörtern zusammen. Das jeweils enthaltene Erstglied Hug(i)- ist mit dem althochdeutschen Wort hugu 'Sinn, Verstand, Mut' und dem altsächsischen Wort hugi 'Sinn, Gedanke' zu verbinden. Das Namenglied gibt Einblicke in die Geisteswelt der Germanen, denn es findet sich auch im Namen des Raben Hugin, der gemeinsam mit dem Raben Munin ('Gedanke') auf den Schultern des obersten Gottes Odin saß und ihm von den Vorgängen in der Menschenwelt berichtete. Das Zweitglied -bert des Namens Hugbert ist aus zahlreichen Rufnamen, wie Norbert und Robert, bekannt. Seine Bedeutung kann aus dem althochdeutschen bzw. altsächsischen Wort beraht 'glänzend, berühmt' erschlossen werden. Möglicherweise bedeutet Hubert 'der durch seinen Geist, sein Denken Glänzende'. Das zweite Element -bald des Namens Hugbald beruht auf dem germanischen Wort  'balpa', dessen Bedeutung aus dem althochdeutschen bzw. altsächsischen Wort bald  'kühn' zu erschließen ist. Hugbald könnte somit als 'der kühne Denker' oder 'der kühn Denkende' gedeutet werden.

### Huba als slowakischer oder tschechischer Familienname
In Tschechien wird der Name Huba  schon 1381 erwähnt. Der Name entstand aus dem slowakischen und tschechischen Wort huba 'Lippe, Maul, Mund', das verwandt ist mit obersorbisch huba 'Mund, Lippe, Maul, Kuss', hubaty 'großmäulig, streitsüchtig', tschechisch hubatý 'großmäulig', niedersorbisch guba 'Lippe, Mund, Maul', russisch und ukrainisch gubá 'Lippe'. Der Name galt einer Person mit einem auffälligen Mund oder auch einem Menschen mit 'großem Mundwerk'.
Hier spielt der Familienname Huba auf ein persönliches Merkmal an und gehört zu der Gruppe der Übernamen, die sich auf das Äußere, den Charakter oder das Verhalten von Menschen beziehen.

## Namenstag
- 19. August
- 14. November

## Namensträger

### Einname und Vorname
- Huba, ungarischer Stammesfürst im 9. Jahrhundert

### Familienname
- Karl-Heinz Huba (1930–2020), deutscher Sportjournalist
- Martin Huba (* 1943), slowakischer Schauspieler und Theaterregisseur
- Mikuláš Huba (Schauspieler) (1919–1986), slowakischer Schauspieler
- Mikuláš Huba (Politiker) (* 1954), slowakischer Geograph und Politiker